# Collectif Luttes et handicaps pour l'égalité et l'émancipation
Le Collectif Luttes et handicaps pour l'égalité et l'émancipation (CLHEE) est un collectif créé par un groupe de militants handicapés en avril 2016.

## Constitution et origines
Le collectif puise son inspiration à la fois dans le militantisme américain et dans l'activisme français des années 1970 où des militants, comme ceux du Comité de lutte des handicapés, exprimaient leur indépendance vis-à-vis des associations dites « gestionnaires » et revendiquaient une position égalitaire pour l'ensemble des personnes handicapées, tout en s'inscrivant dans les débats politiques de l'époque.
Le CLHEE est fondé à la suite du collectif Non au report de 2015 (né au printemps 2014), qui milite contre le report de la mise en application de l'accessibilité des lieux et transports publics datant de juin 1975. Après l'abandon de la mise aux normes d'accessibilité des lieux publics de 2015, un groupe « sans attache associative et politique » est constitué grâce au réseau social Facebook.

## Prises de positions

### Opposition aux politiques de maintien de la dépendance et à l'institutionnalisation
Les militants du CLHEE s'opposent radicalement à la loi du 23 novembre 2018 portant évolution du logement, de l'aménagement et du numérique (dite loi ELAN).
Elena Chamorro, dans un entretien de juillet 2019 avec le magazine Polysème, évoque le retard français en matière d'accessibilité, et le choix de la France à déléguer la « prise en charge » des personnes handicapées à des associations majoritairement de parents qui ont créé des institutions spécialisées, qui sont toujours gestionnaires d'établissements à l'heure actuelle. Elle évoque la ségrégation des personnes handicapées, leur relégation dans des centres, où beaucoup d’entre elles vivent toute leur vie, à l’écart de leurs familles, des centres spécialement conçus pour les enfants où ceux-ci sont scolarisés, à l’écart des enfants valides, des centres où des adultes travaillent, sous le contrôle d’éducateurs. Elle dénonce une situation dans laquelle les personnes sont forcées par des choix politiques de vivre dans des établissements spécialisés, éduquées au « désempouvoir ». La dépendance humaine et financière, les dérogations successives quant aux lois sur l'accessibilité font de la France un pays où l'idée du choix individuel de vie des personnes handicapées crée une opposition de droits fondamentaux avec les personnes valides (voir validisme).
Le recrutement des personnes handicapées conduit majoritairement à embaucher dans les établissements et services d'aide par le travail (ESAT), où a lieu une forme de sous-traitance des entreprises qui complètent l'obligation d'emploi de personnes handicapées, c'est pourquoi le CLHEE s'oppose au discours de Sophie Cluzel sur le renforcement de la filière d'apprentissage pour les personnes handicapées.

### Positionnement en matière d'accès à une vie affective et sexuelle
Le CLHEE a publié une tribune intitulée « Nous ne sommes pas des indésirables », reprise par L'Humanité à la suite de la mise en place de la première formation d’assistant sexuel en France par l’association l’APPAS et de la sortie du film Indésirables et du débat sur la place des assistantes sexuelles. L'exclusion spatiale et sociale, associée à des représentations stigmatisantes des personnes handicapées, amène à une faible représentation médiatique de la vie affective et sexuelle des personnes handicapées. Une représentation passive et médicale de la personne handicapées est dénoncée, et avec celle-ci la conception d'un assistance sexuelle comme prolongement du soin et de la prise en charge, et du fait que l'assistante sexuelle, une personne valide, doive être formée et rémunérée spécifiquement afin d'avoir des rapports sexuels avec les personnes handicapées. L'assistance sexuelle conditionne également les personnes à penser que les rapports entre personnes valides et handicapés sont anormaux.

### Articles de presse
- [Maudet 2017] Elsa Maudet, « Handicap : ces militants qui cassent les codes », Libération,‎ 23 mars 2017.
- [Maudet 2017] Elsa Maudet, « Handicap : une nouvelle forme d'activisme reste à créer », Libération,‎ 30 mars 2017.
- [Knaebel 2018] Rachel Knaebel, « Exclure les personnes handicapées c'est construire une société de privilèges et d'inégalités », Basta !,‎ 13 novembre 2018.
- [Boutin 2019] Clément Boutin, « "Le validisme" infériorise les personnes handicapées », Causette,‎ 5 février 2019.
- [Durand 2019] Mathilde Durand, « Avec la lutte contre le "validisme", des militants handicapés défendent leurs droits », le Journal du Dimanche,‎ 21 mai 2019.

### Vidéo
- Reportage ARTE du 10 octobre 2018